# موقف الحافلات
موقف الحافلات (بالصينية: 車站) هي مسرحية صينية عبثية كتبها جاو كسينجيان عام 1981. ورغم اكتمالها في الأصل عام 1981، إلا أن المسودة الثانية لم تكتمل حتى عام 1982، في حين لم تُعرض المسرحية على خشبة المسرح حتى عام 1983. وقد عُرضت المسرحية لأول مرة في مسرح بكين الفني الشعبي وأخرجها لين تشاوهوا، نائب مدير المسرح. ورغم ذلك، ومع تقدير العديد من الجماهير لها، توقف العرض الأصلي بعد 13 عرضًا فقط بسبب حملة مكافحة التلوث الروحي. ونتيجة لذلك، لا تزال مسرحية موقف الحافلات، المحظورة الآن من العرض في بر الصين الرئيسي، نصًا مؤثرًا في الدراما العبثية الصينية.

## الشخصيات
لا يستخدم "جاو" سوى أعمار الشخصيات لتقديمها، وهذه الشخصيات هي:
- الرجل الصامت – رجل في منتصف العمر
- الرجل العجوز – في الستينيات من عمره
- الفتاة – تبلغ من العمر ثمانية وعشرين عامًا
- الشاب المتهور – يبلغ من العمر تسعة عشر عامًا
- صاحب النظارات – يبلغ من العمر ثلاثين عامًا
- الأم – تبلغ من العمر أربعين عامًا
- النجار – يبلغ من العمر خمسة وأربعين عامًا
- المدير ما – يبلغ من العمر خمسين عامًا

كما توجد ملاحظة بين قوسين بعد قائمة الشخصيات في النص تقول: "الأعمار المذكورة تمثل عمر كل شخصية عند ظهورها لأول مرة".

## الحبكة
تبدأ المسرحية في "موقف حافلات في إحدى ضواحي المدينة، كما تتخيله".
بعد ذلك، تكون أول شخصية تدخل هي الرجل الصامت، وبعده بقليل الرجل العجوز. ثم تدخل الفتاة والشاب المتهور، ويجلس الشاب المتهور على السياج رغم احتجاجات الرجل العجوز. وعندما يدخل صاحب النظارات والأم والنجار، يبذل الرجل العجوز قصارى جهده للحفاظ على الجميع في طابور منظم. وفجأةً، تقترب حافلة من المحطة، لكنها تمر دون توقف. وبينما يتجادل الرجل العجوز والأم والشاب المتهور وصاحب النظارات حول الطابور، تمر حافلة أخرى مسرعة دون توقف. وهذا الأمر يدفع الشاب المتهور إلى بدء الشجار مع صاحب النظارات. حينها، يفصل الرجل الصامت والنجار بين الاثنين، ويعود الجميع في المحطة إلى الطابور.
عند هذه النقطة في المسرحية، تبدأ الشخصيات في الكشف عن سبب ذهابها إلى المدينة، حيث تشرح الأم كيف يعيش زوجها وطفلها في المدينة، ولا يمكن نقل عملها إلى المدينة لأنه "يجب أن تكون لديك واسطة". فيما يكشف الرجل العجوز أنه ذاهب إلى المدينة للعب مباراة شطرنج، بينما تعترف الفتاة بخجل أنها متجهة إلى المدينة لمقابلة شاب. كذلك، يضيف النجار أنه ذاهب إلى المدينة لمواصلة صنع أثاث فاخر، في حين يقول صاحب النظارات إنه في طريقه لإجراء امتحان القبول بالجامعة. بعد ذلك، يدخل المدير ما تمامًا بينما تمر حافلة أخرى بسرعة. وهنا يكشف المدير ما أنه مدير متجر التموين العام وقد قام برشوة شركة الحافلات بالسجائر، ومع ذلك لا يزال غير قادر على ركوب الحافلة. وبينما يناقش الرجل العجوز والمدير ما السجائر واللغة، يبدأ صاحب النظارات في دراسة كلمات باللغة الإنجليزية الأمريكية مثل خنزير، كلب، كتاب، ومكتب. ووسط محادثات متفرقة، ينطلق الرجل الصامت ماشيًا نحو المدينة – في "بحث مؤلم ولكنه حازم".
بينما تشكو الأم والفتاة من الاضطرار إلى انتظار الحافلة، يلاحظ صاحب النظارات أن ساعته تشير إلى مرور عام. عندها، يدعي المدير ما أنه كان ذاهبًا إلى المدينة لحضور حفلة، لكنه يستطيع شرب الخمر في المنزل؛ ومع ذلك، لا يغادر موقف الحافلات. بعد ذلك، يعلن الرجل العجوز أنه ذاهب إلى المدينة للعب مع بطل الشطرنج لي موشنغ في مباراة شطرنج، في حين يقلق صاحب النظارات من أنه أضاع شبابه في انتظار الحافلة وعدم إجراء امتحان الجامعة. ثم يحاول المدير ما حشد الجميع للعودة سيرًا على الأقدام إلى الريف، لكن الشاب المتهور يصر على تذوق زبادي المدينة. وهنا يدرك الغرباء أن الرجل الصامت قد تركهم، ويبدأون في التكهن بهوية الرجل.
في تلك الأثناء، يتذكر المدير ما أن ابنه سيتزوج في الريف، ويسأل النجار عما إذا كان بإمكانه إنتاج بعض الأثاث الفاخر لابنه. وبعد أن يقترح الشاب المتهور أن يمشي هو وصاحب النظارات إلى المدينة، يقرر صاحب النظارات إلقاء عملة معدنية ليقرروا ما إذا كانوا سيمشون أم سيبقون، لكن الفتاة تمنعه قبل أن يتمكن من النظر لأنها خائفة من مصيرها. وعند وصول حافلة أخرى، تقرر المجموعة سد طريق الحافلة بالوقوف في الطريق. إلا أن الحافلة لا تبطئ، ويهرب المدنيون عائدين إلى موقف الحافلات. مرة أخرى، يهدد المدير ما بالمغادرة، لكنه يبقى. عند هذه النقطة، تخبرنا ساعة صاحب النظارات أن عشر سنوات كاملة قد مرت. وبالتالي، تقلق كل شخصية بشأن ما فاتها في السنوات العشر الماضية. بعدها، تصف الفتاة والأم أحلامًا رأينها وتتعانقان بسبب عدم رضاهما عن الحياة.
بعدها يحاول الشاب المتهور التحريض على لعبة ورق قمار، لكن النجار يوقفه في النهاية ويصفعه. وعندما تستعد المجموعة للسير إلى المدينة، يدعي المدير ما أنه نسي أن يأخذ دواءه في الريف ويعود أخيرًا سيرًا على الأقدام. ثم يبدأ المطر في الهطول، ويتجمع الجميع تحت غطاء بلاستيكي يخرجه النجار من حقيبته. وبينما يذهب صاحب النظارات ليمسك بيد الفتاة، يقترح الرجل العجوز أن يعمل الشاب المتهور كمتدرب لدى النجار، وتروي الأم قصتها عن غريب في المطر. بعد ذلك، يعود المدير ما، ويتحول المطر إلى ثلج. وعندما يتوقف المطر، تلاحظ الشخصيات لافتة في موقف الحافلات من المحتمل أنها كانت تشير ذات مرة إلى أن موقف الحافلات لم يعد يعمل – لقد انتظروا من أجل لا شيء. حينها، تصبح الشخصيات ممثلين يشاهدون من الخارج تمامًا مثل أفراد الجمهور، حيث يتساءلون لماذا تضيع هذه الشخصيات حياتها في الانتظار. وفي النهاية، تعود الشخصيات إلى شخصياتها الأصلية وتبدأ في السير نحو المدينة.

## الأداء
لقد عُرضت مسرحية موقف الحافلات لأول مرة في "مساحة لوفت" بمسرح بكين الفني الشعبي عام 1983. حيث أخرج الإنتاج لين تشاوهوا، المتعاون مع "جاو" ونائب مدير المسرح. والجدير بالذكر أن تشاوهوا كان قد عمل مع "جاو" في وقت سابق من عام 1983 على عمل "جاو" إشارة تحذير، واتفق الاثنان على تقديم إنتاج لمسرحية موقف الحافلات في نفس العام.
بالإضافة إلى ذلك، قبل كل عرض لمسرحية موقف الحافلات، كانت تُعرض مسرحية لو شون، العابر. وقد أُعلن في الأصل عن 17 عرضًا لمسرحية موقف الحافلات، وحتى قبل ليلة الافتتاح، بيعت جميع تذاكر العروض. إلا أن العرض لم يستمر 17 مرة. ففي حين أن الرأي الشائع هو أن المسؤولين الصينيين أوقفوا العرض بعد 10-13 عرضًا (من غير الواضح أيضًا ما إذا كانت المسرحية قد عُرضت 10 أم 13 مرة)، فمن الممكن أيضًا أن يكون العرض قد قُصّر حتى يتمكن الممثلون من أداء إشارة تحذير في دونغبي. ثم كان من المقرر إعادة عرض موقف الحافلات بعد شهر، ولكن تم إلغاؤه بسبب الجدل ونقص الدعم من الحكومة.
وعلى الرغم من عدم موافقة الحكومة الصينية على العمل، كان الجمهور مفتونًا بالإنتاج. ففي جلسات نقاش مختلفة بعد العرض، عبر أفراد الجمهور عن معرفتهم بالمشاعر المعبر عنها في العمل – لقد رأوا أنفسهم في المسرحية.
وفي يونيو 2021، قادت شركة مسرح كرين كرييشنز جلسة قراءة مسرحية لـموقف الحافلات. وهذه الجلسة هي حدث قراءة مسرحية يُعقد شهريًا لنشر الوعي بالكتاب المسرحيين والكتابة المسرحية من جميع أنحاء العالم. حيث ناقشت مجموعة من فناني المسرح المحترفين الموضوع والأسلوب والشكل والقضايا العالمية المتعلقة بـموقف الحافلات.

## الأسلوب
لقد قُورن أسلوب موقف الحافلات بمسرحية في انتظار غودو، وأنطون تشيخوف، وبرتولت بريشت. كما تشير نظرية أخرى إلى أن موقف الحافلات قد تكون تفسير "جاو" شينغجيان لمسرحية لو شون العابر. ففي مسرحية في انتظار غودو لـصمويل بيكيت، تنتظر الشخصيات بالمثل شيئًا لا يأتي أبدًا. كذلك، تتميز مسرحيات تشيخوف بالرغبة في حياة أفضل من خلال تغيير الموقع، بينما يستخدم بريشت تأثير تغريب مماثل. فقد تميز "Verfremdungseffekt" لبريشت، أو تغريب الجمهور، بالأغنية، والحوار الموجه إلى الجمهور، وتحول الشخصيات إلى ممثلين. وبطريقة بريختية للغاية، يسمح "جاو" لشخصياته بأن تصبح ممثلين حتى يتمكن الجمهور من مشاهدة المسرحية بعين نقدية وبعيدة. ولكن على عكس بريشت، يلعب "جاو" بفكرة "الممثل الثلاثي". إذ يلعب "الممثل الثلاثي" ثلاثة أدوار: ذاته الحقيقية، وذاته كممثل، والممثل كشخصية، في حين كان ممثلو بريشت مجرد ممثل وشخصية.
أما في الملاحظات في نهاية المسرحية بقلم "جاو"، فإنه يقترح أن المسرحية "تهدف إلى الجمع بين الفعل المسرحي واللافعل". كما تشير نظرية أخرى إلى أن موقف الحافلات قد تكون تفسير "جاو" شينغجيان لمسرحية لو شون العابر. ويواصل "جاو" ليقول إن الموسيقى والمؤثرات الصوتية لا تقل أهمية عن الحوار، ولكنه لا يذكر أي شيء عن الديكور أو الأزياء أو الدعائم. وبالتالي، فبإهمال هذه الجوانب، تركز موقف الحافلات على الجسد الحي لكل ممثل. إذ بدون أي مشهد يصرف الانتباه، لا يُعطى الجمهور أي خيار سوى التركيز على أفعال وأجساد الشخصيات.
وهناك جانب آخر من كتابة "جاو" هو "تعدد الأصوات"، أو الحوار البوليفوني. ففي ملاحظات "جاو"، يوضح أنه في بعض الأحيان يتحدث العديد من الشخصيات في وقت واحد. حيث يوجه الممثلين إلى التحدث بأحجام وأصوات متفاوتة. ويجب أن تكون الفكرة الرئيسية هي الأعلى صوتًا، لكن الأمر متروك حقًا لتقدير المخرج. ويكمن مثال على ذلك قرب نهاية المسرحية، عندما يتحدث سبعة ممثلين في وقت واحد.

## رد الفعل السياسي العكسي
كان لدى الحكومة الصينية ما بعد الماوية العديد من المشاكل مع مسرحية "جاو كسينغجيان" موقف الحافلات. فقد كانت المشكلة الأولى هي الأسلوب البريختي العبثي. إذ كان المسرح الواقعي الاشتراكي والمسرح الطبيعي هما الشكلان الأكثر شعبية للمسرح في الصين في ذلك الوقت، ويرجع ذلك أساسًا إلى دعم الحكومة. حيث كان من شأن أعمال قسطنطين ستانيسلافسكي وهنريك إبسن أن تظهر الصين في ضوء جيد؛ أما عدم قابلية التنبؤ لدى "جاو" فلن تفعل ذلك. ولهذا السبب، سرعان ما وُصفت موقف الحافلات بأنها "تلوث روحي" من قبل حملة مكافحة التلوث الروحي وفي عام 1984، حُظرت العروض المستقبلية لـموقف الحافلات.
أما المشكلة الثانية التي واجهتها الحكومة مع كتابة "جاو" فكانت هي إحساسه بالرفقة، أو العمل معًا من أجل مستقبل أفضل. ففي موقف الحافلات، يبدو من المهم أن تكون قادرًا ليس فقط على رعاية نفسك ولكن أيضًا على العمل مع الآخرين من أجل مستقبل أفضل. وقد رأت الحكومة أن هذا قد يكون خطيرًا، لأن آخر شيء كانت تريده هو انتفاضة سياسية.
علاوة على ذلك، عالجت موقف الحافلات قضية "التعامل من الباب الخلفي" (الواسطة والفساد). ففي الصين في ذلك الوقت، كان بإمكان العديد من الأثرياء رشوة الحكومة لهذا وذاك، وأحيانًا كانوا يعطون الحكومة أموالًا مقابل لا شيء عن غير قصد. لذلك، عندما يتحدث المدير "ما" عن إعطاء السجائر لشركة الحافلات، فإنه في الأساس ضحية لهذا النظام المسيء للتعامل من الباب الخلفي. وبالتالي، فإن نقد "جاو" لهذه القضية هو مجرد مشكلة أخرى واجهتها الحكومة الصينية مع المسرحية.